# Vossowie (ród szlachecki)
von Voss (lub von Voß), niemiecki ród arystokratyczny wywodzący się z Mecklemburgii. Posiadał poza ojczystymi rejonami majątki na terenie całych Prus. Rodzina piastowała wysokie stanowiska urzędnicze w państwie pruskim i do końca XIX wieku zaliczana była do jednych z najbogatszych rodzin arystokratycznych wschodnich Niemiec. Kilka linii rodziny nabyło tytuł hrabiowski (Graf).

## Historia rodziny

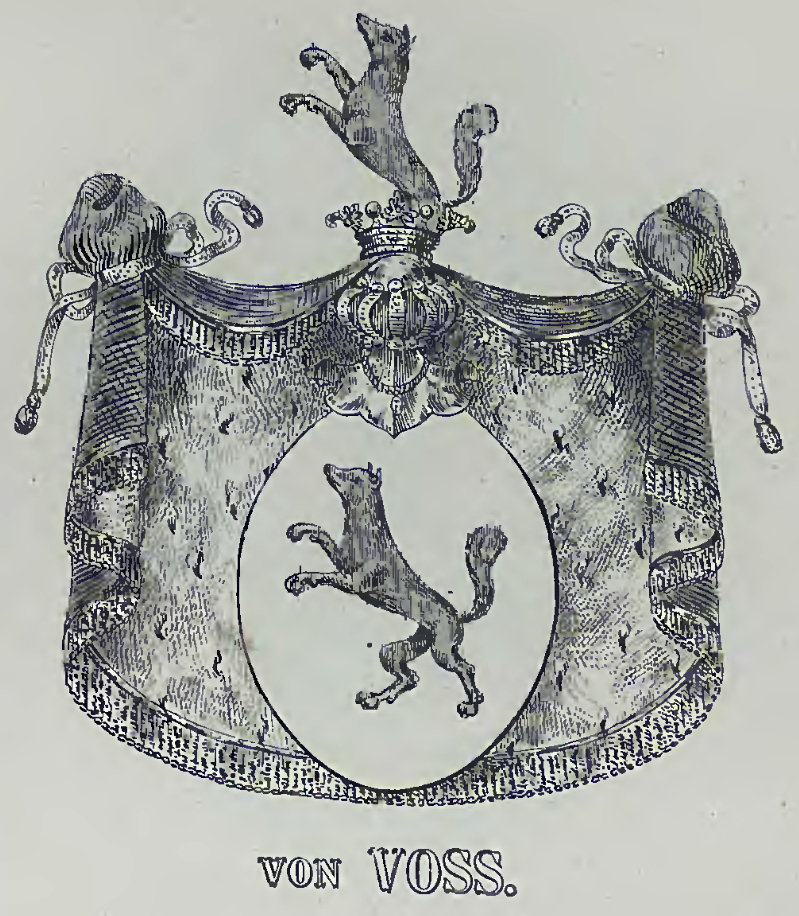
Herb rodu von Voss-Buch z herbarza Juliusa Theodora Bagmihla "Pommersches Wappenbuch", tom 4, 1854 r.

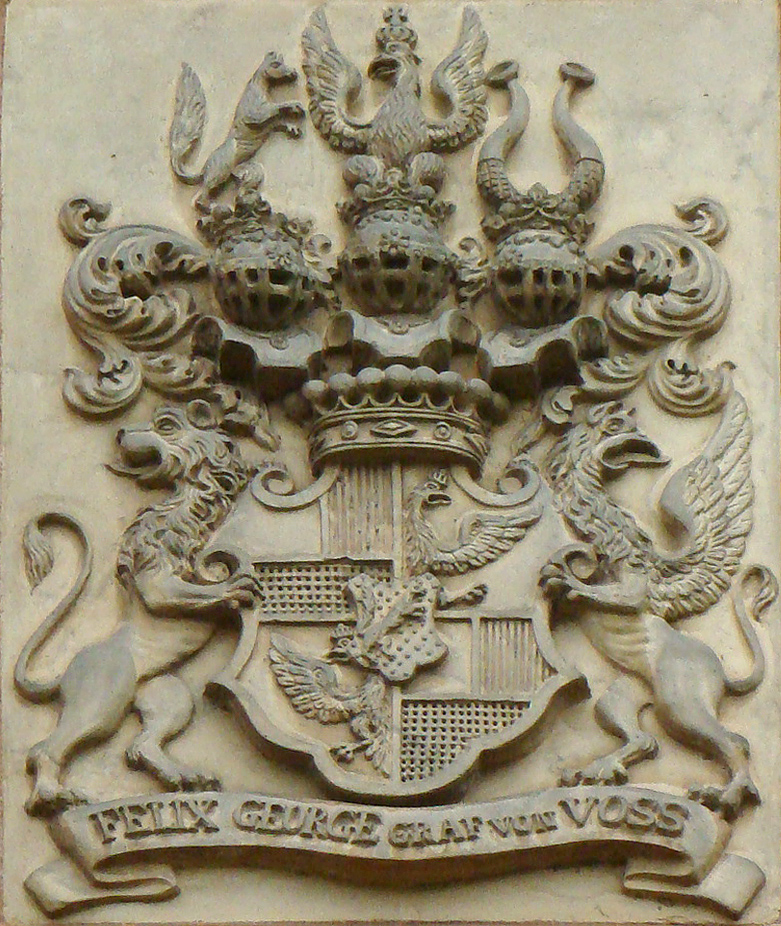
Herb Felixa Georga von Voss w kaplicy pogrzebowej w Groß Gievitz

Protoplastą rodu był Johanes Vulpes (łac. lis), który był doradcą księcia rostockiego Mikołaja I. Nie wiadomo czy pseudonim Vulpes miał nawiązywać do wyglądu zewnętrznego czy charakteru tej postaci historycznej. Z czasem łacińskie określenie Vulpes przybrało charakter dolnoniemieckiego określenia Foss albo Voss, co stało się nazwiskiem rodowym rodziny von Voß.
Rodzina dzieli się na 5 linii:
- Gievitz, najstarsza, zamieszkująca już w średniowieczu majątek Groß-Gievitz w Mecklemburgii. Od 1800 roku nosili tytuł hrabiowski. W 1941 roku z powodu kłopotów finansowych, Felix Graf von Voss sprzedał miejscowość Gievitz prywatnemu przedsiębiorstwu rolniczemu.
- Buch, pochodząca od Fryderyka Krzysztofa Hieronima von Voss (1734-1784, syn Fryderyka Ernesta von Voss), który nabył majątek Buch pod Berlinem. Linia otrzymała w 1840 roku tytuł hrabiowski. Najbardziej znaną przedstawicielką tej linii jest Julia von Voss, małżonka króla Fryderyka Wilhelma II.
- Luckow, duńska linia rodziny, która w 1777 roku otrzymała indygenat duński.
- Lüssow, powstała w 1841 roku, kiedy Joachim von Voss nabył majątek Lüssow po zmarłym Hermannie von Wolfradt. Linia wygasła w 1945 roku.
- Dölzig, protoplastą jest Fryderyk Krzysztof Hieronim von Voss, ten sam, który nabył majątek Buch pod Berlinem. Jego potomek, Georg-Anton Graf von Voss nabył w 1898 r. po zmarłym Tassilo von Tresckow majątek Dölzig (dziś Dolsk w woj. zachodniopomorskim). Sprzedał on następnie miejscowość Buch miastu Berlin i został panem majoratu i fideikomisu w Dölzig. Linia wygasła wraz ze śmiercią Karla-Achima von Voss-Dölzig (ur. 24 kwietnia 1877 r. w Stavenow koło Perleberg) w Berlinie 1 maja 1945 roku.

## Ważniejsze postacie
Przedstawiciele rodu von Voss obierali często karierę urzędniczą, rzadziej wojskową. Wielu było też członkami protestanckiej gałęzi zakonu Joannitów.
Warto wymienić:
- Zofię Marię von Voss (1729–1814), z domu Pannwitz, damę dworu za panowania Fryderyka II, Fryderyka Wilhelma II oraz Fryderyka Wilhelma III (żyła 85 lat, odznaczona Orderem Czarnego Orła),
- Jana Ernesta von Voss (1726–1793), prezydenta Magdeburga i marszałka królewskiego,
- Ottona Karola Fryderyka von Voss (1755–1823), ministra Prus,
- Julię von Voss (1766–1789), małżonkę Fryderyka Wilhelma II,
- Juliusza von Voss (1768–1832), pisarza
- Hansa-Aleksandra von Voss (1907–1944), oficera Wehrmachtu, członka opozycji wojskowej stojącej za zamachem na Hitlera 20 lipca 1944 roku.

## Herb
Herb nawiązuje do nazwiska rodziny. Na srebrnym polu czerwony podskakujący lis, zwrócony w prawą stronę, na hełmie czerwony lis zwrócony w prawą stronę. Hrabiowskie linie posiadały w herbie labry i koronę hrabiowską na hełmie.

## Inne rodziny szlacheckie von Voß
Z powodu popularności nazwiska Voss w Niemczech, istnieje kilka innych rodzin szlacheckich (najczęściej nobilitowane w okresie nowożytnym), które nie są spokrewnione ze dawnymi mecklemburskimi arystokratami. Są to:
- Voß (Diepholz), ród wywodzący się z hrabstwa Diepholz,
- Voß (Oldenburg), ród wywodzący się z Münsterlandu,
- Voß (Westfalen), ród z Westfalii
- Voß (Enniger), ród szlachecki z Münsterlandu,
- Voß (Münster), drugi ród z Münsterlandu,
- Voß (1786, Stendal), ród ze Stendal, nobilitowany w  1786 roku,
- Voß (1789, Duisburg), ród z Duisburga, nobilitowany w 1789 roku,
- Voß (1842, Lübeck), ród osiadły w Rosji, nobilitowany tamże,
- Voß (1865, Stralsund), ród ze Stralsund, nobilitowany w 1865 roku,
- Voß (1882), nobilitowani przez adopcję w 1882 roku.